# Nikos Vergos
Nikolaos „Nikos“ Vergos (griechisch Νικόλαος „Νίκος“ Βέργος; * 13. Januar 1996 in Kilkis) ist ein griechischer Fußballspieler.

## Karriere

### Verein
Vergos begann seine Karriere bei Olympiakos Piräus. Im Februar 2013 stand er erstmals im Profikader von Olympiakos. Im September 2013 debütierte er dann für die Profis von Piräus im Cup gegen den AC Fokikos. Im März 2014 folgte dann gegen Manchester United sein Debüt in der UEFA Champions League. Kurz nach seinem Champions-League-Debüt spielte er dann im selben Monat am 30. Spieltag gegen Ergotelis auch erstmals in der Super League. Am folgenden Spieltag erzielte er bei einer 2:1-Niederlage gegen Asteras Tripolis sein erstes Tor in der höchsten griechischen Spielklasse. Bis Saisonende kam er in dieser zu drei Einsätzen, mit Olympiakos wurde er zu Saisonende Meister. In der Saison 2014/15 kam er ausschließlich in der Jugend von Piräus zum Einsatz.
Im August 2015 wechselte Vergos leihweise nach Spanien zum Zweitligisten FC Elche. Während der Leihe kam er zu zwölf Einsätzen in der Segunda División, in denen er zweimal traf. Zur Saison 2016/17 wurde er innerhalb Spaniens an den Rekordmeister Real Madrid weiterverliehen, wo er für die Reserve spielen sollte. Für Real Madrid Castilla kam er zu 25 Einsätzen in der drittklassigen Segunda División B und traf dabei fünfmal. Zur Saison 2017/18 wurde er ein drittes Mal verliehen, diesmal nach Ungarn an Vasas Budapest. Für Vasas kam er nur viermal zum Einsatz in der Nemzeti Bajnokság, woraufhin die Leihe im Januar 2018 vorzeitig beendet wurde und Vergos nach Piräus zurückkehrte. Dort kam er bis Saisonende zweimal in der Super League zum Einsatz.
Zur Saison 2018/19 wechselte der Angreifer innerhalb der Liga zu Panathinaikos Athen. In Athen konnte er sich jedoch nicht durchsetzen und kam in seiner ersten Saison nur viermal zum Einsatz. In der Saison 2019/20 blieb er in der Hinrunde ohne Einsatz, woraufhin er im Januar 2020 an den spanischen Drittligisten Hércules Alicante verliehen wurde. Für Hércules kam er zu acht Einsätzen, ehe die spanische Drittligasaison COVID-bedingt abgebrochen wurde. Nach dem Ende der Leihe kehrte Vergos nicht mehr nach Athen zurück, sondern schloss sich Panathinaikos’ Ligakonkurrenten Panetolikos an. In seiner ersten Saison bei Panetolikos kam er zu 29 Einsätzen in der Super League, in denen er sieben Tore erzielte. In der Abstiegsrelegation erzielte er beide Treffer gegen AO Xanthi und verhalf so seinem Klub zum Klassenerhalt. In der Saison 2021/22 kam er zu 31 Einsätzen und sechs Saisontreffern.
Nach dem Ende seines Kontrakts bei Panetolikos wechselte er zur Saison 2022/23 zum österreichischen Bundesligisten Wolfsberger AC, bei dem er einen bis Juni 2024 laufenden Vertrag erhielt. Für den WAC kam er bis zur Winterpause zu elf Einsätzen in der Bundesliga, in denen er ein Tor erzielte. Da er sich nicht in die Startelf spielen konnte, kehrte Vergos im Januar 2023 in seine Heimat zurück und wechselte leihweise zu PAS Lamia. Für Lamia kam er zu 16 Einsätzen in der Super League, in denen er viermal traf. Nach Wolfsberg kehrte er anschließend nicht mehr zurück, sein Vertrag beim WAC wurde im Juni 2023 aufgelöst.
Anschließend wechselte er zur Saison 2023/24 zurück nach Griechenland zu Atromitos Athen.

### Nationalmannschaft
Vergos spielte zwischen 2011 und 2012 für die griechische U-17-Auswahl. 2013 kam er im U-18-Team zum Einsatz. Ab Februar 2013 spielte er in der U-19-Mannschaft. Mit dieser nahm er 2015 an der Heim-EM teil. Während des Turniers kam er in allen vier Partien seines Landes zum Einsatz, mit den Griechen schied er im Halbfinale aus. Zwischen November 2015 und Oktober 2018 kam er zu 13 Einsätzen in der U-21-Auswahl.